# Marien-Hospital Wattenscheid

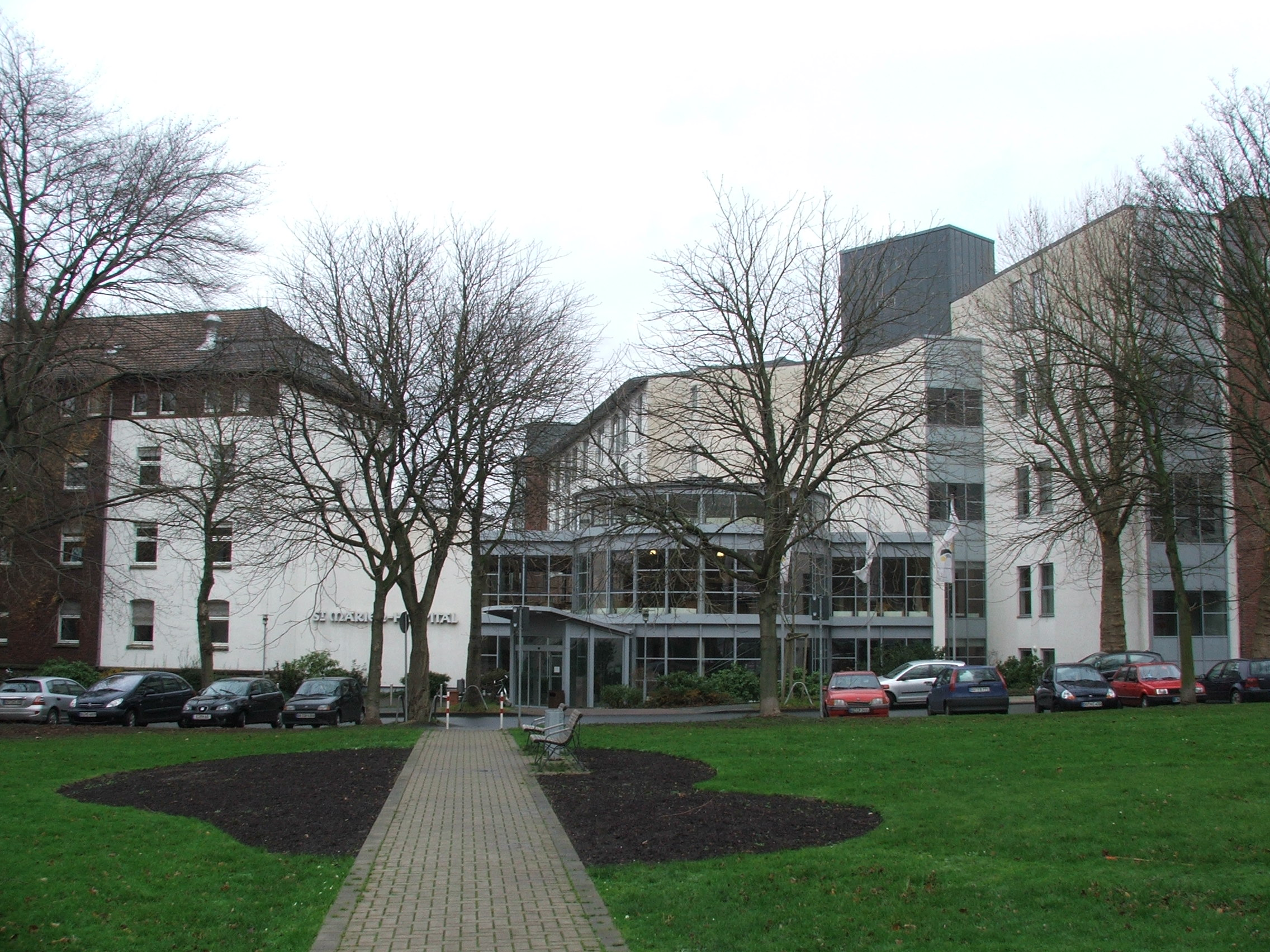
Marien-Hospital Wattenscheid 2007

Das Marien-Hospital Wattenscheid ist ein Krankenhaus im Bochumer Stadtbezirk Wattenscheid. Es gehört zum Katholischen Klinikum Bochum (KKB) und ist Standort des Zentrums für Altersmedizin und geriatrische Rehabilitation. Stationär wurden im Jahr 2018 rd. 3500 Patienten im Akutbereich und rd. 1500 in der Rehabilitation betreut. Beschäftigt werden über 500 Mitarbeiter. Das Marien-Hospital ist damit eine der größten Geriatrien in Deutschland.

## Geschichte
Das Krankenhaus wurde 1880 gegründet und war bis 1997 neben dem benachbarten Martin-Luther-Krankenhaus eines von zwei Krankenhäusern der Grundversorgung in Wattenscheid. Als in den 1990er Jahren wegen eines Überhanges im Bochumer Raum Krankenhausbetten abgebaut werden mussten, wandelte sich das Marien-Hospital 1997 zur Spezialklinik für geriatrische Akutbehandlung und Rehabilitation. Das Modellprojekt wurde von Land und Bund mit 13 Millionen DM unterstützt und kostete insgesamt 45 Millionen DM.

## Ausstattung
Das Marien-Hospital verfügt über eine Akutklinik zur medizinischen Krankenhausbehandlung älterer Menschen, die seit 2011 über 70 Betten verfügt sowie über eine Rehabilitationsklinik mit 100 Betten und eine Tagesklinik mit 30 Plätzen. Im Jahr 2012 wurde zudem eine Komfortstation mit 35 Privatbetten errichtet. Damit ist das Marien-Hospital das „bundesweit größte Zentrum für Altersmedizin“.
Im Haus stehen unter anderem Computertomografie, Magnetresonanztomographie und Herzkatheterlabor 24-stündig zur Verfügung. Zu den Angeboten zählen auch die Schlafapnoediagnostik. Angegliedert ans Marien-Hospital ist seit 2012 auch der Verein „Reha- und Gesundheitssport am Marien-Hospital Wattenscheid e.V.“.
Nachdem im Jahr 2014 das Haus ins Katholische Klinikum Bochum (KKB) eingegliedert wurde, erweiterte dieses den Neubau um drei weitere Stationen, in die 2016 die geriatrische Abteilung des ebenfalls zum KKB gehörenden St. Maria-Hilf-Krankenhauses einzog.